# フレディ・モンテーロ
フレディ・エンキエル・モンテーロ・ムニョス（Fredy Henkyer Montero Muñoz, 1987年7月26日 - ）は、コロンビア・アトランティコ県カンポ・デ・ラ・クルス出身のサッカー選手。シアトル・サウンダーズFC所属。ポジションはフォワード。
2009年にシアトル・サウンダーズFCへ入団してから公式戦で同クラブの歴代最多得点となる60得点を記録。また、かつてコロンビア代表と活動し4試合1得点を記録している。
コロンビア北部のアトランティコ県カンポ・デ・ラ・クルスに警察官の父とその妻の下で生まれたモンテーロは、13歳の時にデポルティーボ・カリの下部組織でサッカーを始めた。2005年の18歳で同クラブのトップチームからプロデビューを果たし、同シーズンにアカデミアFCへ貸し出された。アトレティコ・ウイラで2007アペルトゥーラ（前期）の得点王のタイトルを獲得し、2年間の期限付き移籍からデポルティーボ・カリに復帰すると今度は2008フィナリサシオン（後期）で得点王に輝いた。2009年からはアメリカ1部のシアトル・サウンダーズに貸し出されると、チームの得点源として牽引する活躍から同年のリーグ最優秀ニューカマー選手賞に選出された。翌2010年に同クラブへ特別指定選手として完全移籍を果たし、アメリカ合衆国の永住権を取得した。また、サウンダーズでの4年でMLSオールスターゲームに2度選出され、2009年のエヴァートンFC戦には出場したが、2010年のマンチェスター・ユナイテッドFC戦で出場することはなかった。

## 経歴

### クラブ

#### 初期
2006年にアトレティコ・ウイラへ貸し出されると2007アペルトゥーラ（前期）で得点王に輝き、2007年にデポルティーボ・カリへ復帰すると2008フィナリサシオン（後期）で再度得点王に輝いた。

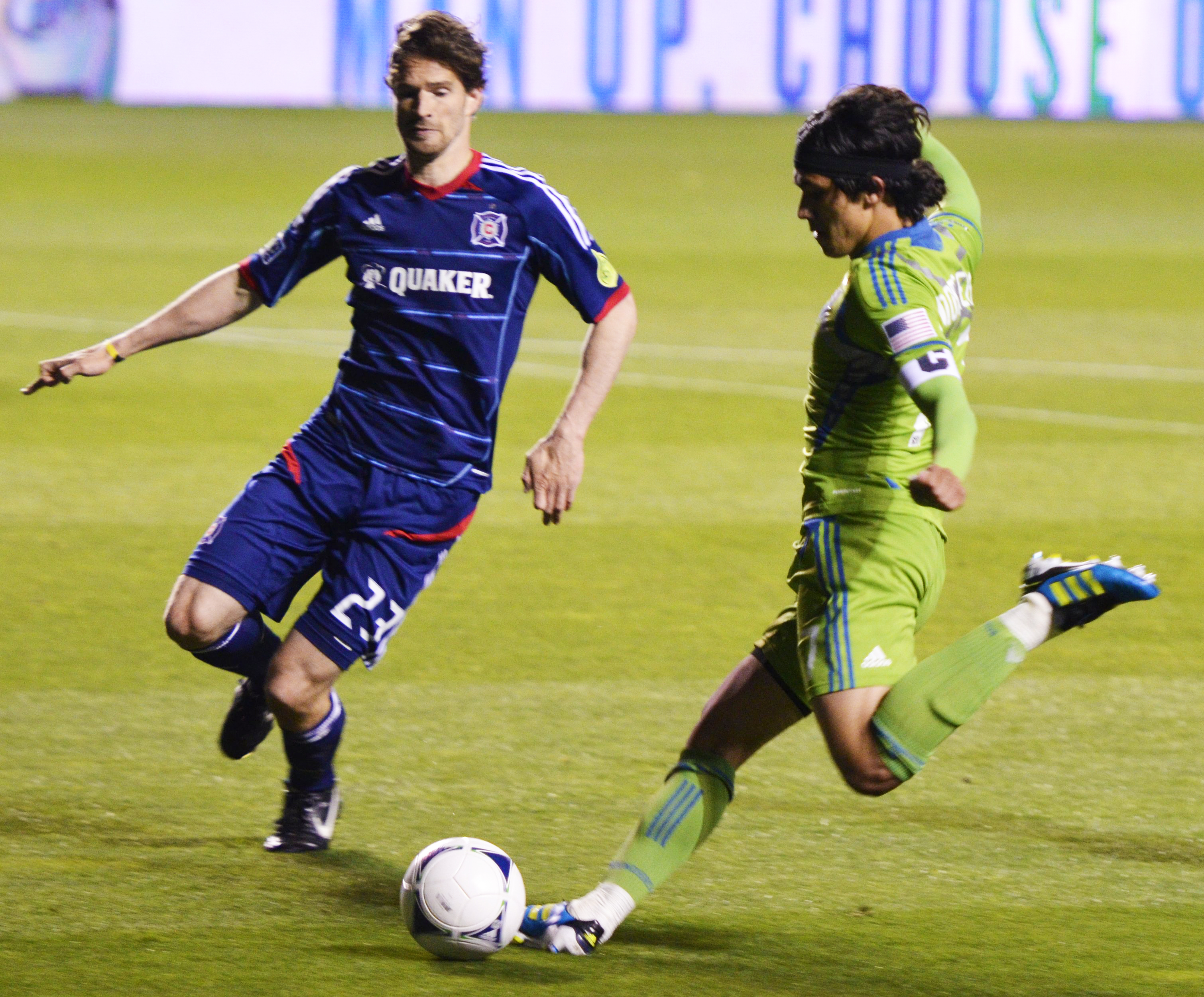
モンテーロ (右) のクロスを遮るシカゴ・ファイアーのDFアルネ・フリードリヒ

#### シアトル・サウンダーズ
スペイン2部のレアル・ベティスから関心を寄せられていたものの、2009年1月に期限付き移籍でアメリカ1部に新参戦するシアトル・サウンダーズFCと契約。また、この契約で第3者団体が所有していることが確認された。2009年シーズン前の練習試合で9試合9得点を挙げる活躍を見せ、初出場を飾ったニューヨーク・レッドブルズとの開幕戦でクラブ史上初得点と3番目の得点を挙げた。この2得点の活躍からシーズン最初の週で週間最優秀選手に選出されると、さらに、レアル・ソルトレイク戦での得点もあり2009年3月度の月間最優秀選手に選出された。また、第1節目と第2節目での得点が週間最優秀得点賞に選出されている。
2009年4月には欧州移籍を試みているとスポーツ・イラストレイテッドに語っていたものの、後にフラムFCへの移籍の噂を否定し、今はチームに集中したいと記者団に語った。
同年にエヴァートンFCとのMLSオールスターゲームに同僚のケーシー・ケラー、ジョン・ケネディ・ウルタードと共に選出され前半戦に出場。また、リーグ最優秀ニューカマー選手賞に輝いた。8月にデポルティーボ・カリが持つモンテーロの権利の一部をメジャーリーグサッカー側に譲渡する交渉をしていると誤って報告された。それによりチーム側は彼の権利を所有していると信じられていたが、その際の取引の詳細が公に公開されることはなかった。

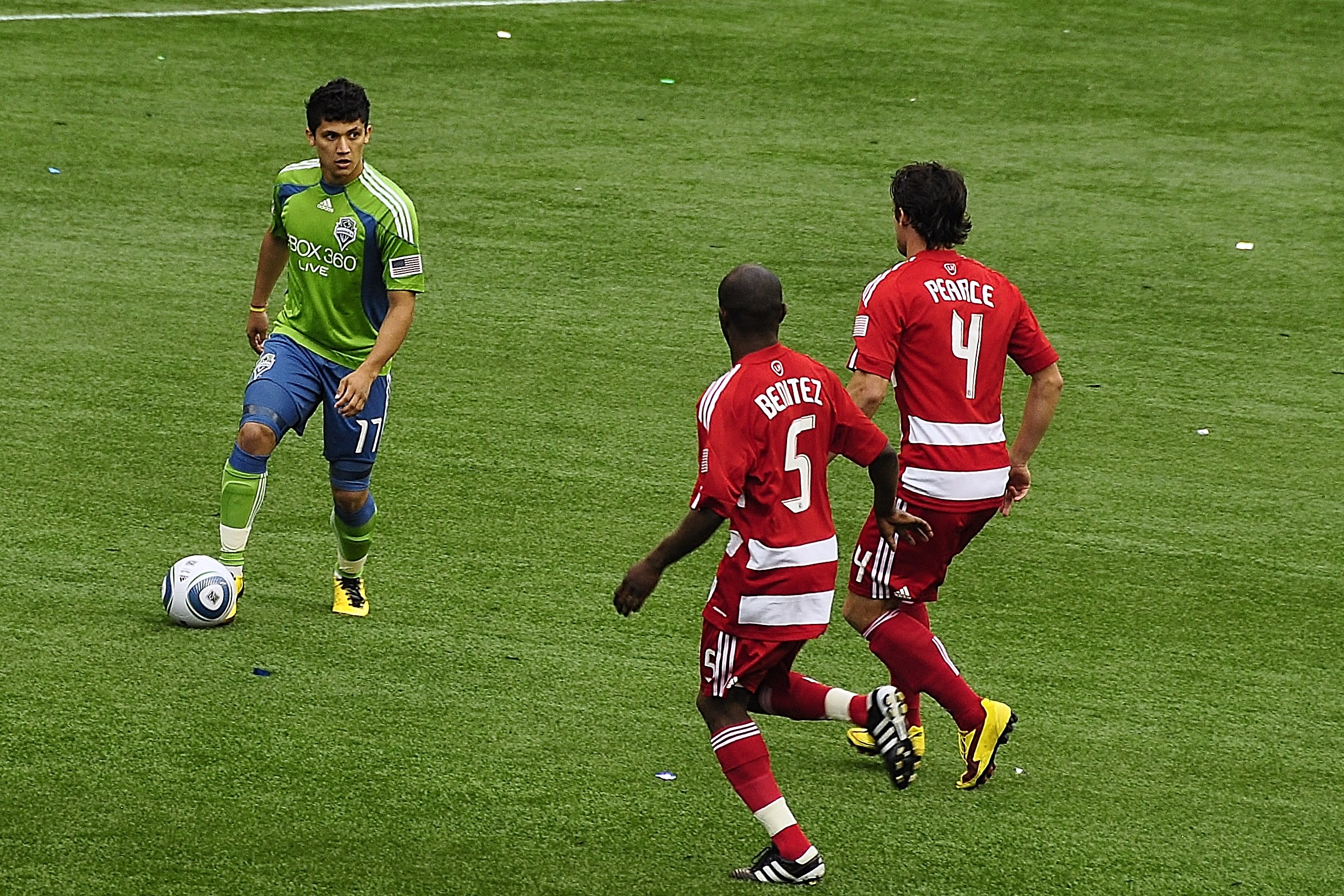
2010年のFCダラス戦でのモンテーロ

2010年シーズンは昨年同様の活躍が期待されながらも、序盤戦はジギ・シュミット監督とファンの期待に応えることができずに第9節で先発から外される場面があった。しかし、7月度には月間最優秀選手賞を受賞し、さらにオールスターの名簿に名を連ねた。ただし、この時はCONCACAFチャンピオンズリーグとスケジュールが重なっていたため試合に出場することは叶わなかった。9月1日からシーズン終了する10月23日まで無得点に終わったが、最終的に10得点10アシストでシーズンを終えた。全公式戦含めてでは12得点（内6試合勝利）11アシストを記録。2009年と2010年シーズン合計でリーグ戦22得点17アシストとなり、これはリーグで3番目だった。これらの活躍からリーグの24歳以下の才能ある若手選手24人選抜をした"24 Under 24"でトップに選出された。
2010年になるとアメリカ合衆国の永住権を取得。12月1日には、シアトル・サウンダーズにチームで3人目となる特別指定選手として完全移籍し、チーム最高の50万ドルの基本給で契約を締結したことが発表された。
2011年シーズンの第2節前に手首を骨折したことで2試合を欠場し、パフォーマンスが低下した場面も見られたが、シュミット監督のトレーニングにより中盤戦からはかつての輝きを取り戻し、また、シーズン後半戦でチームの中盤にマウロ・ロサレスが加入したことがモンテーロの大きな助けとなった。レギュラーシーズンで12得点、全公式戦含め18得点を記録。また、USオープンカップでは3試合3得点で優勝に貢献し、自身も最優秀選手に輝いた。
2012年シーズンも同様に活躍していくと、同年に発売されたFIFA 13のダウンロード提供によるMLS版表紙の4人の内1人にEAスポーツのウェブサイト上での投票により選出され、ユニフォームの売上枚数で4位に入る等、メジャーリーグサッカー屈指の人気選手となっている。

#### ミジョナリオス
シアトル・サウンダーズと契約を複数年延長した上で2013年1月21日にコロンビア1部のミジョナリオスFCへ貸し出された。

#### スポルティングCP
2013年7月22日にポルトガル1部のスポルティングCPへ貸し出された。昇格組FCアロウカとの開幕戦 (5-1) でハットトリックを達成する衝撃のデビューを飾ると、8月31日にエスタディオ・ジョゼ・アルヴァラーデでのSLベンフィカとのリスボンダービー (1-1) で頭で得点を挙げた。

#### 天津泰達
2016年2月6日、中国スーパーリーグの天津泰達に移籍した。

### 代表
2007年5月9日にパナマ市エスタディオ・ロンメル・フェルナンデスでのパナマ戦 (4-0) で試合残り13分からコロンビア代表初出場、2008年10月にボゴタでの2010 FIFAワールドカップ・ヨーロッパ予選パラグアイ代表戦 (0-1) で55分出場したのが2試合目だった。12月29日にバルセロナのカンプ・ノウでのカタルーニャ代表戦で試合残り2分で初得点を記録。2009年8月12日のベネズエラ代表との親善試合 (1-2) を最後に代表から遠ざかり、2012年にモンテーロ側から代表チームへ復帰したいと願いを語っているが実現していない。

### 私生活
コロンビアのバランキージャに勤務する警察官のフレディ・モンテーロ・シニアとその妻Jaynneを両親に持ち、Jaynne JrとFyorellaの2人の姉妹と兄Luiggiの4人兄弟の末っ子として育つ。2010年4月に性的暴行により告発されるが、検察官が証拠不十分として告発は取り下げられた。2012年4月に彼女のAlexis Immigと結婚。
2010年コロンビア洪水での被災者の救済として2万9000ドル以上寄付した功績として、2011年3月度のMLS月間最優秀人道賞を贈られた。2012年8月18日のバンクーバー・ホワイトキャップス戦で得点後にプロ野球選手フェリックス・ヘルナンデスの完全試合の名誉を称えてお祝いした縁で、8月21日にメジャーリーグベースボールのシアトル・マリナーズ対クリーブランド・インディアンスの始球式を務めた。また、8月10日にはMLSを題材としてドキュメンタリーシリーズ36のエピソードの対象となり、7月18日のチェルシーFCとの親善試合に向けての準備と試合中が撮影に使用された。同エピソードで自身の犬の名前にFIFA（国際サッカー連盟のFIFAに由来）と名付けていることと、EAスポーツのテレビゲームであるFIFAシリーズのファンであることを明かしている。

## タイトル

### クラブ
シアトル・サウンダーズFC
- USオープンカップ : 2009, 2010, 2011

 スポルティング・クルーベ・デ・ポルトゥガル
- タッサ・デ・ポルトガル : 2014-15, 2018-19
- タッサ・ダ・リーガ : 2017-18, 2018-19
- スーペルタッサ・カンディド・デ・オリベイラ : 2015

### 個人
- コロンビア・プロサッカーリーグ得点王 : 2007アペルトゥーラ (前期), 2008フィナリサシオン (後期)[2]
- USオープンカップ最優秀選手賞 : 2011[22]
- メジャーリーグサッカーU-24ベスト24 トップ選手 : 2010[20]
- MLSオールスターゲーム : 2009[9], 2010[16]
- メジャーリーグサッカー月間最優秀人道賞 : 2010年3月度[37]
- MLS年間最優秀ニューカマー選手賞（英語版） : 2009[10][11]
- メジャーリーグサッカー月間最優秀選手賞 : 2009年3月度[6], 2010年7月度[15]